# Minettia albomarginata
Minettia albomarginata är en tvåvingeart som beskrevs av Malloch 1933. Minettia albomarginata ingår i släktet Minettia och familjen lövflugor. Inga underarter finns listade i Catalogue of Life.